# 1244年
| 千纪： | 2千纪 |
| 世纪： | 12世纪 \| 13世纪 \| 14世纪                                                                                 |
| 年代： | 1210年代 \| 1220年代 \| 1230年代 \| 1240年代 \| 1250年代 \| 1260年代 \| 1270年代                           |
| 年份： | 1239年 \| 1240年 \| 1241年 \| 1242年 \| 1243年 \| 1244年 \| 1245年 \| 1246年 \| 1247年 \| 1248年 \| 1249年 |
| 纪年： | 甲辰年（龙年）；大理道隆六年；蒙古昭慈后（称制）三年；南宋淳祐四年；越南天應政平十三年；日本寬元二年       |

## 大事记
- 蒙古帝國發動壽春之戰，被南宋呂文德率舟師擊退。
- 蒙古帝國派兵二十萬出靈關攻打大理國，大理皇帝段祥興派高禾迎戰，結果大敗而歸，高禾陣亡，蒙古方亦傷亡慘重。
- 日本鎌倉幕府第四代征夷大將軍藤原賴經退位給其子藤原賴嗣，退位後被稱為大殿。
- 北非柏柏爾人阿卜杜勒哈克一世建立馬林王朝。

## 逝世
- 6月20日——耶律楚材，元朝政治人物，官至中书令（相当于首席宰相，位列中书丞相之上）。
- 高泰和，又名高禾，大理國抗元將領，大中國相國高泰祥之弟。